# 布城选举
本条目提供了自2004年来马来西亚布城联邦直辖区的选举成绩的连接。

## 联邦层面

### 国会下议院选举成绩
- 2022年马来西亚下议院选举成绩列表#布城
- 2018年马来西亚下议院选举成绩列表#布城
- 2013年马来西亚下议院选举成绩列表#布城
- 2008年马来西亚下议院选举成绩列表#布城
- 2004年马来西亚下议院选举成绩列表#布城

### 国会下议院选区
- 马来西亚选区列表#布城
- 马来西亚下议院前选区列表#联邦直辖区

### 国会下议院议员
- 马来西亚第15届国会议员列表#布城
- 马来西亚第14届国会议员列表#布城
- 马来西亚第13届国会议员列表#布城
- 马来西亚第12届国会议员列表#布城
- 马来西亚第11届国会议员列表#布城